# Charles Fairbanks

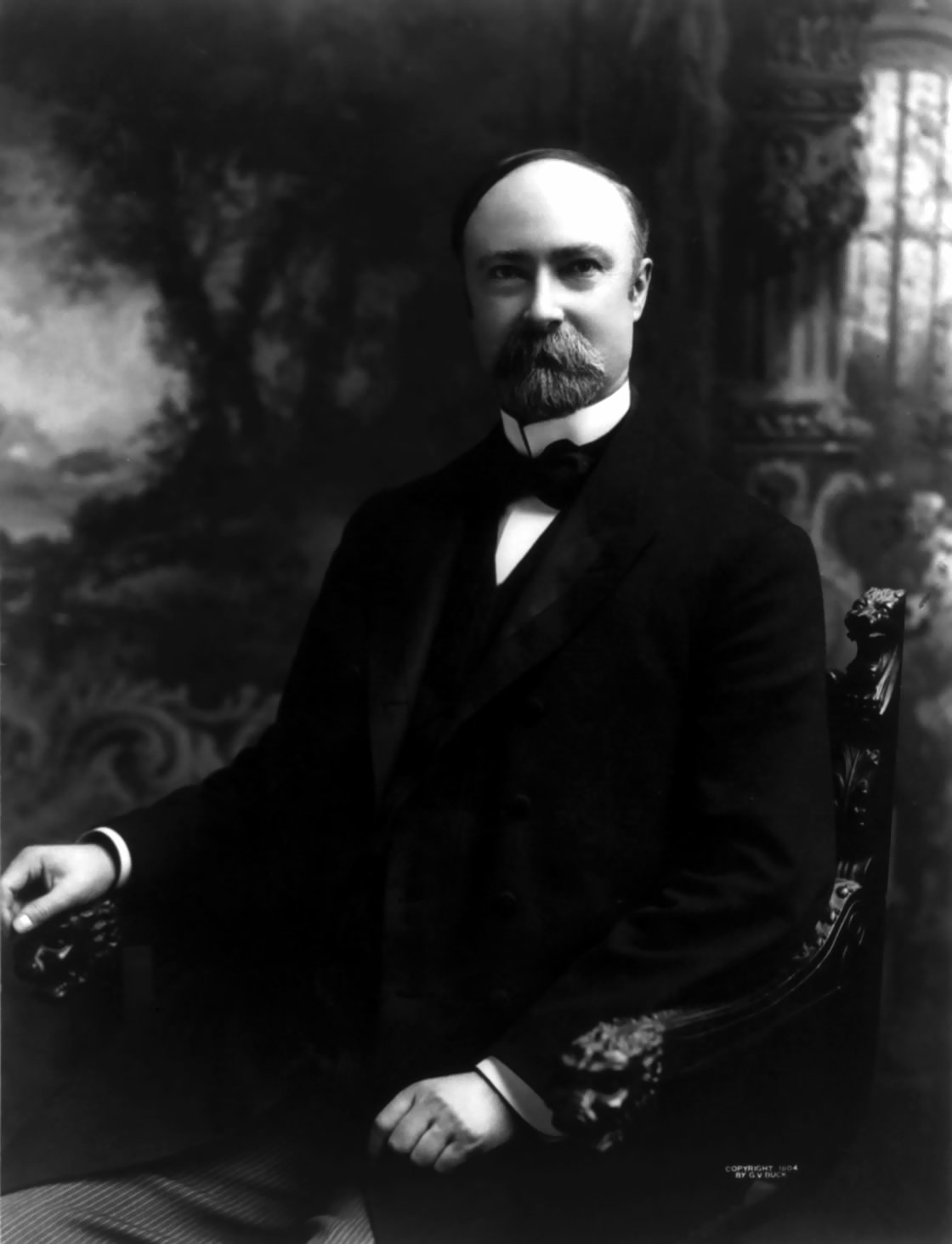
Charles W. Fairbanks

Charles Warren Fairbanks (Unionville Center (Ohio), 11 mei 1852 – Indianapolis (Indiana), 4 juni 1918) was een Amerikaans politicus en vicepresident.
Geboren in de staat Ohio vestigde Fairbanks zich als advocaat in 1874 in Indianapolis, waar hij een vooraanstaande jurist voor de plaatselijke spoorwegen werd. Politiek behoorde hij tot de Republikeinse Partij. Als senator voor de staat Indiana 1897-1905, steunde hij president William McKinley.
In 1904 werd hij de running mate van president Theodore Roosevelt. Fairbanks was vicepresident van 1905 tot 1909. In deze functie was hij het vaak oneens met Roosevelt progressieve politiek en werkte soms samen met conservatieve parlementsleden tegen maatregelen van de regering.
In 1912 weigerde hij steun aan Roosevelts kandidatuur voor de Republikeinse partij en steunde president William Howard Taft om herkozen te worden. In 1916 was Fairbanks opnieuw kandidaat vicepresident voor de Republikeinse Partij, deze keer echter zonder succes.
Adams ·
Jefferson ·
Burr ·
Clinton ·
Gerry ·
Tompkins ·
Calhoun ·
Van Buren ·
R.M. Johnson ·
Tyler ·
Dallas ·
Fillmore ·
King ·
Breckinridge ·
Hamlin ·
A. Johnson ·
Colfax ·
Wilson ·
Wheeler ·
Arthur ·
Hendricks ·
Morton ·
Stevenson ·
Hobart ·
Roosevelt ·
Fairbanks ·
Sherman ·
Marshall ·
Coolidge ·
Dawes ·
Curtis ·
Garner ·
Wallace ·
Truman ·
Barkley ·
Nixon ·
L.B. Johnson ·
Humphrey ·
Agnew ·
Ford ·
Rockefeller ·
Mondale ·
Bush ·
Quayle ·
Gore ·
Cheney ·
Biden ·
Pence ·
Harris ·
Vance
- International Standard Name Identifier: 0000 0000 2670 1498
- Library of Congress Control Number: n86114870
- National Archives and Records Administration: 131043338
- Nationale Bibliotheek van Israël: 987007354864705171
- SNAC: w6nt1jcx
- Biographical Directory of the United States Congress: F000003
- Virtual International Authority File: 35940081
- WorldCat: E39PBJrrqCMF3rBB3yQhKxpMfq